# Fumaria bicolor
Fumaria bicolor är en vallmoväxtart som beskrevs av Carlo Pietro Stefano Sommier och Leopoldo Nicotra. Fumaria bicolor ingår i släktet jordrökar, och familjen vallmoväxter. Inga underarter finns listade i Catalogue of Life.